# Фарнер, Дональд
Дональд Фарнер (англ. Donald Sankey Farner, 2 мая 1915 — 18 мая 1988) — американский орнитолог. Он получил степень бакалавра в Университете Хэмлин, а также степень магистра и доктора философии в Висконсинском университете в Мадисоне. Во время Второй мировой войны он служил в медицинской службе ВМФ, а затем вышел в отставку в звании капитана. Он был президентом Американского орнитологического общества с 1973 по 1975 год. Он также был президентом 17-го Международного орнитологического конгресса и подготовил его устав и подзаконные акты. Он работал деканом аспирантуры Университета штата Вашингтон.
Среди прочего, он написал несколько томов по биологии птиц и работы по фауне озера Крейтер. Его награды включали стипендию Гуггенхайма в 1957 году и медаль Брюстера в 1960 году.
Среди его докторантов Джеймс Р. Кинг. Брайан Фоллетт был постдоком в лаборатории Фарнера, исследующим фотопериодизм.